# 1409 pr. n. št.

## Smrti
- Dzu Ji, dvanajsti ali trinajsti kralj kitajske dinastije Šang (* ni znano)
- Nan Geng, šestnajsti ali sedemnajsti kralj kitajske dinastije Šang (* ni znano)